# Lehnkering
Lehnkering war eine deutsche Unternehmensgruppe der Logistikbranche, die vor allem für die Chemie- und Stahlindustrie tätig war. Seit der Übernahme durch die südafrikanische IMPERIAL Holding im Oktober 2011 gehörte die Lehnkering-Gruppe zur IMPERIAL Logistics International B.V. & Co. KG. Zum 31. März 2016 wurde die Lehnkering GmbH im Zuge der Vereinheitlichung des Markenauftritts von IMPERIAL Logistics International zu IMPERIAL Chemical Logistics GmbH umfirmiert. Per 1. August 2020 hat die Häfen und Güterverkehr Köln AG (HGK) die Übernahme der europäischen Binnenschifffahrtsaktivitäten der Imperial Logistics International B.V. & Co. KG vollzogen.

## Beschreibung
Die Lehnkering-Gruppe hat heute rund 2700 Mitarbeiter und erzielt 650 Mio. Euro Umsatz. Im Dezember 2009 unterhielt Lehnkering Standorte in den USA, Schweden, Finnland, den Niederlanden, Belgien, Österreich, Tschechien, Polen sowie in der Schweiz. In Deutschland ist die Unternehmensgruppe an 34 Standorten vertreten. Geschäftsbereiche sind Binnenschifffahrts-Logistik (vor allem Transport loser Massengüter), Straßenlogistik, Dienstleistungen für die Chemieindustrie (Lohnverpackung und anderes), sowie Distributionslogistik (Betreiben von Tanklagern und Vertrieb der Chemieprodukte an Kunden).

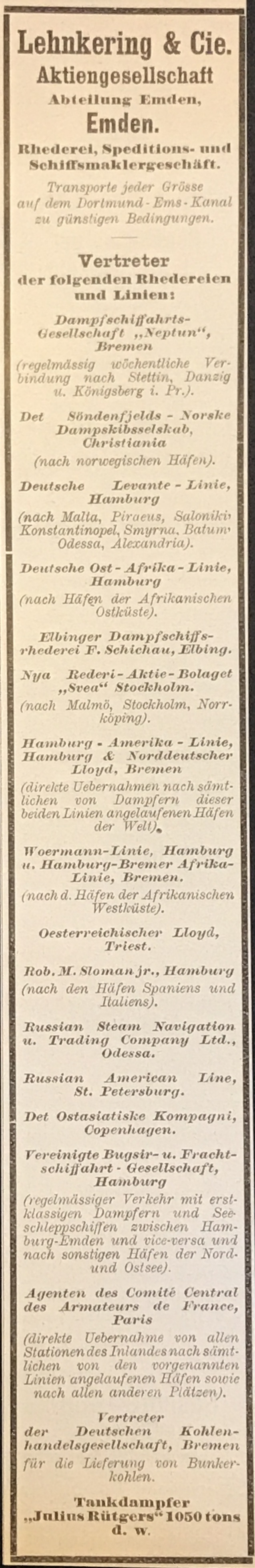
Inserat in einer deutschen Wirtschaftszeitung (vor 1915) für die Vertretung von Reedereien (43 × 265 mm)

## Geschichte
Das Duisburger Unternehmen Lehnkering & Cie. wurde 1872 von Carl Lehnkering gegründet und 1907 in eine Aktiengesellschaft umgewandelt, die 1923 mehrheitlich von der Metallgesellschaft übernommen wurde. Das Unternehmen fungierte mindestens bis zum Ausbruch des Ersten Weltkriegs auch als Vertreter vieler in- und ausländischer Reedereien, darunter die Dampfschifffahrts-Gesellschaft „Neptun“, die Woermann-Linie und der Norddeutsche Lloyd sowie der Österreichische Lloyd, die Russische Gesellschaft für Dampfschiffahrt und Handel und Det Østasiatiske Kompagni.
Ab 1960 fuhr das erste Binnenschiff aus Aluminium, hergestellt im Auftrag von Lehnkering von der Hilgers-Werft. Nach Angliederungen weiterer Unternehmen gelangte die inzwischen als Lehnkering Montan Transport AG firmierende Gesellschaft 1994 mehrheitlich in den Besitz der Vereinigte Tanklager- und Transportmittel GmbH in Hamburg. Nach weiteren Zukäufen benannte man das Unternehmen 1997 in Lehnkering AG um. Bereits im Folgejahr entstand aus der Zusammenführung der Logistikaktivitäten von Lehnkering und VTG die VTG-Lehnkering AG als Tochterunternehmen der Hapag-Lloyd-Gruppe innerhalb des Preussag-Konzerns. Im Zuge der Umwandlung der Preussag zur TUI wurde durch Abspaltung des Bereiches Bulk- und Speziallogistik von der nunmehrigen VTG AG die Lehnkering GmbH gebildet, mit Sitz wieder in Duisburg. 2004 ging die Lehnkering Holding GmbH in den Besitz des europäischen Investmentunternehmens Triton über. Im Oktober 2011 wurde die Lehnkering für rund 270 Mio. Euro an den südafrikanischen Logistikriesen Imperial verkauft. Im Zuge einer neuen Wachstums- und Markenstrategie der Muttergesellschaft IMPERIAL Logistics International B.V. & Co. KG wurde die Lehnkering GmbH zum 31. März 2016 in IMPERIAL Chemical Logistics GmbH umfirmiert und gehört nun zur Division IMPERIAL Supply Chain Solutions.

## Tochtergesellschaften
- Schirm GmbH, welche seit 1957 als chemischer Dienstleister mit den Standorten Lübeck, Wolfenbüttel, Schönebeck und Baar-Ebenhausen in Deutschland vertreten ist, gehört seit 1992 zur Lehnkering Gruppe. Der Hauptsitz ist in Schönebeck (Elbe). Die Schirm GmbH formulierte im Jahr 2010 120.000 Tonnen chemischer Produkte mit ihren 690 Mitarbeitern und erwirtschaftete dabei einen Umsatz von 106 Millionen Euro.